# Douzillac
Douzillac (tiếng Occitan là Dosilhac) là một xã của Pháp, nằm ở tỉnh Dordogne trong vùng Aquitaine của Pháp.

## Thông tin nhân khẩu
| Năm    | 1962 | 1968 | 1975 | 1982 | 1990 | 1999 | 2006 |
| ------ | ---- | ---- | ---- | ---- | ---- | ---- | ---- |
| Dân số | 689  | 716  | 679  | 604  | 628  | 710  | 784  |

}}